# 亀島橋
亀島橋（かめじまばし）は、亀島川にかかる橋。西岸は中央区八丁堀一丁目・二丁目、東岸は中央区新川二丁目。西岸には赤穂浪士の堀部安兵衛の碑がある。

## 橋の概要
- 構造形式
  - 鋼上路アーチ橋
- 橋長 32.4 m
- 総幅員 25.5 m
- 竣工 2002年（平成14年）6月

## 歴史
創架は1699年と言われており、関東大震災で被害を受けその復興事業として1929年に再建された。その後、老朽化により2002年（平成14年）6月に建て替えられ現在に至る。